# Luís Eugênio Mello
Luís Eugênio de Araújo de Moraes Mello (São Paulo, 24 de outubro de 1957) é um médico, pesquisador e professor universitário brasileiro.
Grande oficial da Ordem Nacional do Mérito Científico e membro titular da Academia Brasileira de Ciências, Luís é professor titular da Universidade Federal de São Paulo e atual diretor científico da FAPESP.

## Biografia
Nascido na capital paulista, em 1957, Luís ingressou na Faculdade de Medicina da Universidade Federal de São Paulo (Escola Paulista de Medicina), em 1977. Graduado em 1982, ingressou no mestrado no ano seguinte e no doutorado em 1985, sob a orientação do professor Esper Abrão Cavalheiro. Entre 1988 e 1991, realizou estágio de pós-doutorado na Universidade da Califórnia em Los Angeles. Em 1995, defendeu a tese de livre-docência pela Unifesp.
Ele assumiu a diretoria científica da FAPESP em 27 de abril de 2020. Ele sucedeu Carlos Henrique Brito Cruz, que foi o diretor científico da instituição de 2005 a 2020.
Luís foi presidente da Federação das Sociedades de Biologia Experimental (FeSBE) de 2007-2011 e diretor de Tecnologia e Inovação da Vale S.A.(2009-2018) e responsável pela criação do Instituto Tecnológico Vale.  Luiz Eugênio foi também diretor de Pesquisa e Desenvolvimento do Instituto D'Or .